# Croizatia brevipetiolata
Croizatia brevipetiolata là một loài thực vật có hoa trong họ Diệp hạ châu. Loài này được (Secco) Dorr mô tả khoa học đầu tiên năm 1999.